# Feroz Khan
Feroz Khan, född 1939, död 2009, var en Bollywood skådespelare. Hans pappa var afghan och hans mamma var iranier. Hans son är skådespelaren Fardeen Khan.